# Angostura (Rocha)
En el departamento de Rocha, Uruguay, desde la ciudad de Chuy en la línea divisoria con el Brasil, se extiende hacia el sur una franja de territorio de unos 50 km comprendida entre el Océano Atlántico y los humedales. Entre la Laguna Negra y el océano se convierte en un estrecho istmo de no más de 3000 m y de aquí el histórico nombre de Angostura o La Angostura.
La denominación se remonta al tiempo de la colonización y era el paso obligado de todo transeúnte entre Brasil y Uruguay, por lo que se convirtió en un camino militar estratégico; por eso el nombre “Camino de la Angostura”. La ubicación de la Fortaleza de Santa Teresa a la vera de esta ruta y en una altura dominante, no es caprichosa.
Antiguamente se distinguía entre la Primera Angostura, que comprendía el estrecho margen de territorio entre la Laguna Negra y el Océano Atlántico, hasta la Fortaleza de Santa Teresa, y la Segunda Angostura, desde la Fortaleza hasta la ciudad de Chuy. Esta última estaba dividida en tres zonas, a saber: La Coronilla, Buena Vista y Ojos de Agua.
Hoy, a principios del siglo XXI y desde hace ya unos 70 años, la Ruta 9 transita sobre aquel viejo camino. Se ha convertido en una zona destacadamente turística, con balnearios sobre la costa como La Esmeralda, Punta del Diablo, el parque nacional de Santa Teresa, La Coronilla y la Barra del Chuy.